# Grassano
Grassano ist eine Gemeinde in der italienischen Provinz Matera (in der Region Basilicata) mit 4655 Einwohnern (Stand am 31. Dezember 2023). Es liegt am Fluss Basento, der ins Ionische Meer mündet.
Die Stadt liegt zwischen dem Tal des Flusses Bradano und dem des Basento und nicht weit entfernt vom Flüsschen Bilioso im nördlichen Teil der Provinz Matera. Sie erstreckt sich von einer Höhe von 150 Metern in der Talsenke bis einer von zu 576 Metern im bewohnten Zentrum.
Die Nachbargemeinden sind: Im Westen Calciano in 15 km Entfernung und Tricarico (18 km), im Süden Garaguso (18 km) und Salandra (23 km), im Osten Grottole (12 km) sowie im Norden Irsina (22 km).
Wichtigere Bauwerke sind die Kirchen Matrice von San Giovanni, San Marco und Madonna della Neve aus dem 18. Jahrhundert und der Palast.
Von Mai bis September 1935 war der antifaschistische Maler und Schriftsteller Carlo Levi hierher verbannt, bevor er in das noch abgelegenere Dorf Aliano gebracht wurde. Seine Erfahrungen in Grassano und Aliano beschrieb er später in dem 1945 erschienenen Buch Cristo si è fermato a Eboli (Christus kam nur bis Eboli). Er schrieb darin über Grassano:

“Grassano, come tutti i paesi di qui, è bianco in cima ad un alto colle desolato, come una piccola Gerusalemme immaginaria nella solitudine di un deserto.”

„Wie alle Orte hierzulande, liegt Grassano als weißer Fleck auf dem Gipfel eines hohen, kahlen Hügels, wie ein kleines erträumtes Jerusalem in der Einsamkeit einer Wüste.“